# Església de Santiago (Ciudad Real)
L'església de Santiago de Ciudad Real (Espanya) és un edifici religiós del romànic i el gòtic inicial de finals del segle xiii i inicis del segle xiv. Està declarada com a Bé d'Interès Cultural des de 1982 (RI-51-0004594-00000). Encara que hi ha qui la considera una església gòtica de tres naus i arcs ogivals, tant la seva grandària i aspecte exterior hermètic, com els permòdols dels ràfecs i l'enteixinat mudèjar, demostra la seva tradició romànica i reminiscències islàmiques.

## Història
Es va construir molt probablement, encara que no s'ha pogut documentar, sobre una antiga ermita. Els terrenys en els quals es troba estaven deshabitats en els temps en els quals Ciudad Real no era una ciutat, sinó un petit nucli de població anomenat Pozuelo Seco de Don Gil. No obstant això, en aquells temps, on ara se situa la torre de l'església, s'hi trobava una torrassa d'avançada i defensa del lloc,m de data contemporània a la destrucció d'Alarcos, a principis del segle xiii, sobre el qual es va construir la torre de l'església. Així, doncs, és l'església més antiga de la ciutat, va estar situada al call, que es va anar omplint de població cristiana a causa de l'augment demogràfic que va experimentar la ciutat des de la seva fundació l'any 1255 com a Vila Real, i d'aquesta manera es va convertir en la parròquia d'una de les tres coalicions que formaven la ciutat, la de Santiago, al nord-est de la ciutat entre els carrers de Toledo i de Calatrava.

## Arquitectura
De tres naus i arcs ogivals, a la clau de l'absis gòtic central es troba un fresc amb vuit dracs. En una capella lateral hi ha l'escut de l'Orde de Santiago del segle xvi en un altre fresc. Cal destacar un mural gòtic a la nau de l'Epístola, amb una escena de la Passió de Crist, així com diversos capitells amb dimonis i figures de pelegrins i petxines de Santiago Apòstol a les naus laterals.

## Enteixinat mudèjar
A l'interior de l'església, a la nau central hi ha un enteixinat mudèjar de tradició almohade i de fusta policromada en groc orpiment sota vernissos. Està decorat amb llaceria i estels octogonals amb flors lobulades, fetes amb pans de plata. També són decoratius els trenta-dos cans policromats amb escuts heràldics i l'arrocabe a manera de fris amb sèries d'escuts heràldics i petxines de Santiago amb forma humana.
La datació ha estat possible gràcies a una moneda trobada al cassetonat pertanyent al regnat d'Enric III de Castella, que es trobava amagada entre l'arrobe i un dels cans, i que devia ser encunyada a Toledo entre els anys 1390 i 1406. A més, la creu de Calatrava va ser representada de color negre fins al segle xv i de color vermell més endavant, i la que es troba representada en aquest enteixinat no és negra sinó vermella. Tot això evidencia que molt possiblement la construcció del cassetonat es va iniciar al segle xiv però es va finalitzar al segle xv.
Va ser fet construir pel maestre de l'Orde de Calatrava, Pedro Muñiz de Godoy.

## Restauracions
1985-1989 - Conselleria d'Educació i Cultura de la JCCM - Descobriment de l'enteixinat mudèjar (ocult per una volta de canó del segle xviii), es consolida l'estructura de la torre, demolició del rafal de maó contemporani en la portada, es descobreixen pintures murals en realitzar la neteja dels murs i s'elimina la capa de guix i es va dur a terme la restauració de les pintures existents.

## Devoció
Durant la Setmana Santa de Ciudad Real, declarada d'Interès Turístic Nacional, diverses germanors tenen aquest temple com a seu canònica i surten en processó el Dijous Sant:
- Hermandad Sacramental de la Santa Cena y María Santísima del Dulce Nombre.
- Hermandad del Ecce - Homo (Pilatos)
- Hermandad del Santísimo Cristo de la Caridad (Longinos)
- Germanor de Nuestra Señora de los Dolores

## Informació addicional i curiositats
- Horari de visites: obert diàriament de 12.00 a 13.00 hores (excepte juliol i agost) i de 18.30 a 20.15 hores.
- Des d'aquesta església comença el Camí Manxec de Santiago.
- El 1985 durant unes obres va aparèixer el seu antic cementiri medieval i van arribar a omplir-se dos contenidors d'ossos humans.
- Aquí es va trobar una creu i una estela funerària jueva tallats en pedra que actualment estan exposats al Museu de Ciudad Real.